# Kajsa Bergström
Kajsa Magdalena Bergström (Uzwil, 3 gennaio 1981) è una giocatrice di curling svedese.

## Biografia
Partecipò ai XXI Giochi olimpici invernali edizione disputata a Vancouver nella Columbia Britannica, (Canada) nel febbraio del 2010, riuscendo ad ottenere la medaglia d'oro nella squadra svedese con le connazionali Anette Norberg, Eva Lund, Cathrine Lindahl e Anna Svärd.
Nell'edizione la nazionale canadese ottenne la medaglia d'argento, la cinese quella di bronzo. Vinse una medaglia d'argento ai campionati mondiali di curling nel 2009.